# KQAC

On-Air Host von KQAC

KQAC („All Classical Portland“) ist eine US-amerikanische Klassik-Station, welche die Community von Portland, Oregon versorgt. Sie wurde von 2008 bis 2017 von Jack Allen (President und CEO) geleitet. KQAC gehört All Classical Public Media, Inc. einer Nonprofit-Organisation. Sie sendet auf 89,9 MHz mit 5,9 kW.
KQAC ging 2001 auf Sendung. Sie und ihre Relays KQHR und KQOC werden sämtlich durch Spenden finanziert. 93 Prozent der Finanzierung der Sender kommt direkt von der Bevölkerung Portlands und Organisationen aus Portland, Vancouver, der Küste Oregons und des Columbia Gorge. Nur ein geringer Anteil stellt die Corporation for Public Broadcasting zur Verfügung.
KQAC sendet in HD.